# لا رکوئخا

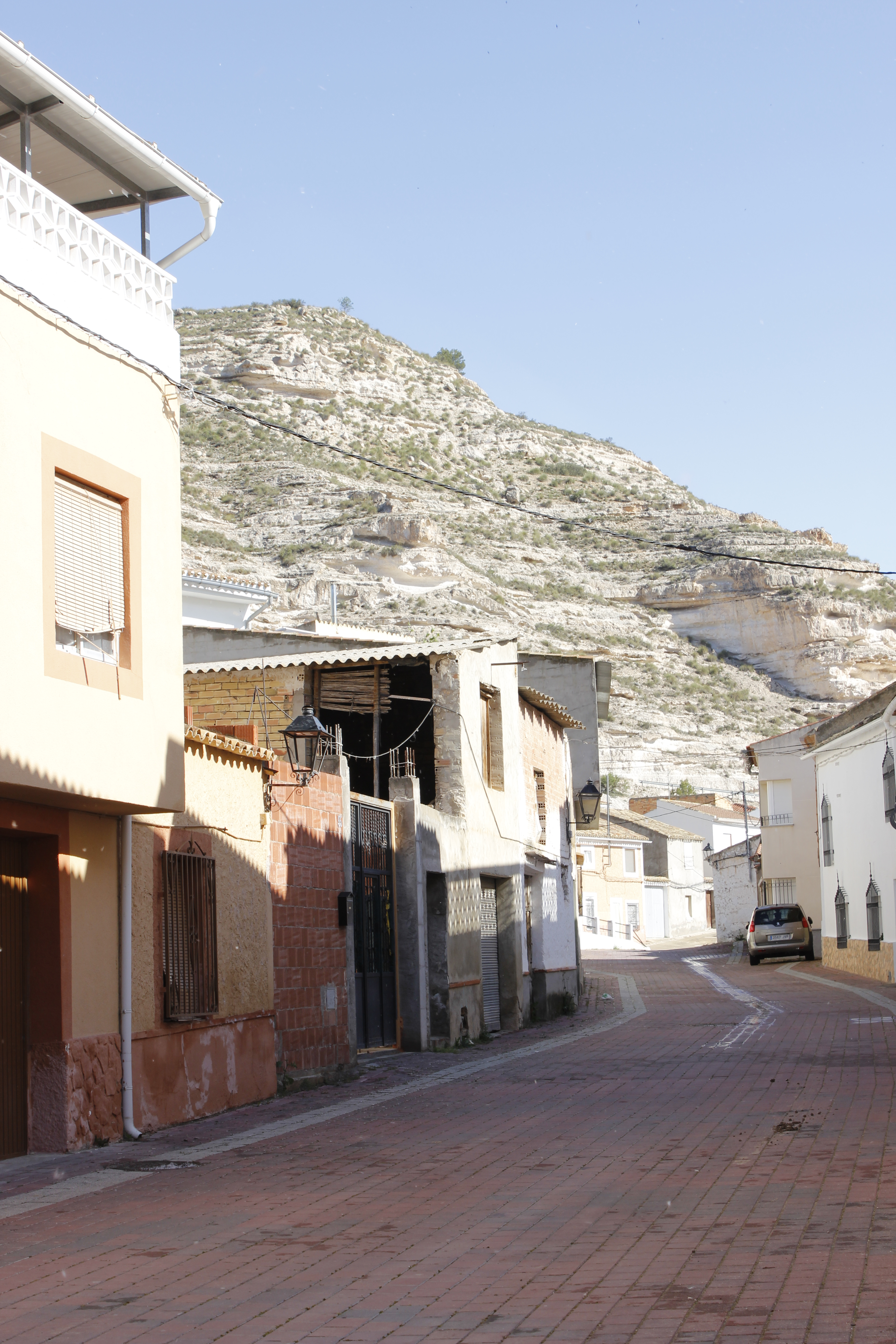

لا رکوئخا دهستانی در استان آلباستهٔ اسپانیا است.
در این دهستان ۳۲۱ نفر زندگی می‌کنند. مساحت این دهستان ۲۹٫۶۲ کیلومتر مربع است.